# Фея карнавала
«Фея карнавала» (нем. Die Faschingsfee, венг. A farsang tündére) — оперетта венгерского композитора Имре Кальмана. Премьера состоялась 21 сентября 1917 года в Иоганн-Штраус-театре в Вене.

## История
В 1917 году Кальман задумывает немецкоязычную постановку оперетты «Барышня Жужи». Для этого он вместе с либреттистами Артуром Вилнером и Рудольфом Остеррайхером пишет новый сюжет для уже существующей музыки. Музыкальный материал был положен на новые слова в результате чего некоторые песни поменяли свою окраску. После венской премьеры новые тексты «Феи карнавала» были переведены на венгерский язык, тем самым оставив «Барышню Жужи» в истории. 
Спустя год после Вены «Фея карнавала» открылась в Берлине. В эту постановку были внесены более кардинальные перемены: была пересмотрена музыка. Некоторые песни были исключены, от оригинальной венгерской версии осталось всего несколько номеров.

## Экранизации
- 1931 — Die Faschingsfee (Германия)